# Gottfried Haberler
Gottfried Haberler (* 20. Juli 1900 in Purkersdorf, Österreich-Ungarn; † 6. Mai 1995 in Washington, D.C., bis 1919 von Haberler) war ein österreichisch-amerikanischer Ökonom.

## Leben
Gottfried Haberler studierte an der Universität Wien bei Friedrich von Wieser und Ludwig von Mises. Nach seiner Promotion 1925 setzte er seine Studien in England und den Vereinigten Staaten fort. Er lehrte von 1928 bis 1936 an der Universität Wien, an der London School of Economics und von 1936 bis 1971 an der US-amerikanischen Harvard-Universität. Er entwickelte zusammen mit Arthur Spiethoff das ökonomische Konjunktur-Phasenmodell, daneben beschäftigte er sich mit dem internationalen Handel. Ab 1950 war er erster Präsident der International Economic Association. 1980 wurde er mit dem internationalen Antonio-Feltrinelli-Preis ausgezeichnet.
In London war David Rockefeller einer seiner Studenten. Nach seinem Zeugnis stand Haberler „im Ruf, ein vehementer Verteidiger des freien Handels zu sein. In den 1930er-Jahren, als Nationen rund um die Welt in den Sirenengesang vom Protektionismus einstimmten, wurden seine Ideen ignoriert, aber sie hatten eine große Wirkung, als der internationale Handel nach dem Zweiten Weltkrieg expandierte und das Weltwirtschaftswachstum dramatisch stieg.“
Im Jahr 1963 stand Haberler der American Economic Association als gewählter Präsident vor.

## Ehrungen
- 1972: Bernhard-Harms-Preis des Instituts für Weltwirtschaft Kiel[3]
- 1939 Wahl in die American Academy of Arts and Sciences
- 1950 Auswärtiges Mitglied der Königlich Niederländischen Akademie der Wissenschaften (KNAW)[4]
- Ehrendoktor der Wirtschaftsuniversität Wien[5]

## Veröffentlichungen (Auswahl)
- Der Internationale Handel, Springer 1933 (Nachdruck 1970)
- Prosperity and Depression, Geneva 1937. 
  - Prosperität und Depression, 2. erw. Auflage der deutschen Ausgabe, Tübingen-Zürich 1955.
- Wirtschaftswachstum und Stabilität. Wirtschaft und Wirtschaftspolitik im Wandel. Verlag Moderne Industrie, Zürich 1975, ISBN 3-478-51630-7.
- Selected essays. MIT Press, Cambridge, Mass. 1985, ISBN 0-262-11105-5.
- The liberal economic order. Zwei Bände. Elgar, Aldershot 1993, ISBN 1-85278-650-7.